# Рока Пјеторе
Рока Пјеторе (итал. Rocca Pietore) је насеље у Италији у округу Белуно, региону Венето.
Према процени из 2011. у насељу је живело 174 становника. Насеље се налази на надморској висини од 1150 м.

## Становништво
Према резултатима пописа становништва 2011. у општини је живело 1.322 становника.
| 1931. | 1936. | 1951. | 1961. | 1971. | 1981. | 1991. | 2001. | 2011. |
| ----- | ----- | ----- | ----- | ----- | ----- | ----- | ----- | ----- |
| 2.940 | 2.540 | 2.654 | 2.507 | 1.971 | 1.772 | 1.603 | 1.451 | 1.322 |